# Moulin de Keriolet
Pour les articles homonymes, voir Keriolet.
Le Moulin de Keriolet est un moulin à eau situé sur la commune de Beuzec-Cap-Sizun. Le moulin se trouve  dans le vallon du Kériolet dans la zone protégée de la pointe du Millier gérée par le conservatoire du littoral.

Ouvert au public depuis 2008, il est en particulier accessible par le parking menant au phare du Millier.

## Histoire

### Le moulin duXIXeauXXesiècle
Le moulin de Keriolet a été construit en 1868. À l'origine il était équipé d'une pirouette (petite roue horizontale).
Le site du moulin est établi dans une vallée où il existe historiquement de nombreux moulins. Il y avait déjà vers 1598, aux environs de l'actuel emplacement du moulin, deux autres moulins appartenant au marquis de Plœuc. 
En 1878, pour profiter au mieux de la force de sa chute d'eau, le meunier transforme son moulin en le dotant d'une roue à augets de 8 m de diamètre qui est soutenue par le triple escalier extérieur.
Le moulin de Keriolet est un édifice de plan rectangulaire, qui s'étend sur 3 niveaux et qui est accolé à une colline. Le corps de bâtiment est composé de moellons de granite et de pierres de taille aux chainages d’angles et aux encadrements des baies. Un linteau, en accolade de la porte d’entrée, empreint des goûts du XVIe siècle, constitue le seul élément du moulin dont la portée n'est pas que fonctionnelle mais bien décorative.
Le moulin a fonctionné jusqu'en 1958, date à laquelle Yvon Le Brun, petit fils du constructeur d’origine, a décidé de démonter les deux meules afin de les installer dans sa ferme. 
En 1972, le site est acheté par un particulier qui souhaite y établir un camping. Il renonce au projet en 1977.  

### La reprise du moulin par le Conservatoire du littoral
Echappant à ce projet, le moulin est repris par le Conservatoire du littoral en 1982-1983. Un projet de gîte d'étape émerge entre 1990 et 1991 mais est vite abandonné par peur de dénaturer le site. 
En 1993, la commune, le conseil départemental et le Conservatoire décident de financer la première roue.  
L’association Moulin de Keriolet est créée en 1998. Les bénévoles ouvrent alors le moulin au public en été, entre 1999 et 2007.
Avec la participation de la commune, de l'Association des Amis des Moulins du Finistère et du Conservatoire, le moulin entre dans une longue phase de travaux de réhabilitation. De nouvelles meules sont récupérées sur le moulin de Lochrist, une bluterie, une nouvelle roue et des engrenages sont mis en place. Le bief est également rénové. Le moulin est remis en service en 2008 et inauguré le 14 juin par Yvon Le Brun, l'ancien meunier ayant arrêté le moulin 50 ans plus tôt.
Il est ouvert tous les jours durant la saison estivale et les week-ends et accueille entre 200 et 300 personnes par jour. Ses farines de blé noir et de froment T80 sont vendues sur le site avec d'autres produits du terroir grâce, notamment, au soutien des associations Avel ha Dour puis Cap sur les moulins.
De nombreux événements sont organisés autour du moulin avec la Fête du pain, les Journées des moulins ou encore la Fête du moulin.
L'écrivain Yoann Barbereau a placé une scène centrale de son livre Portraits de Yana à l'intérieur du moulin de Keriolet.

## Galerie d'images

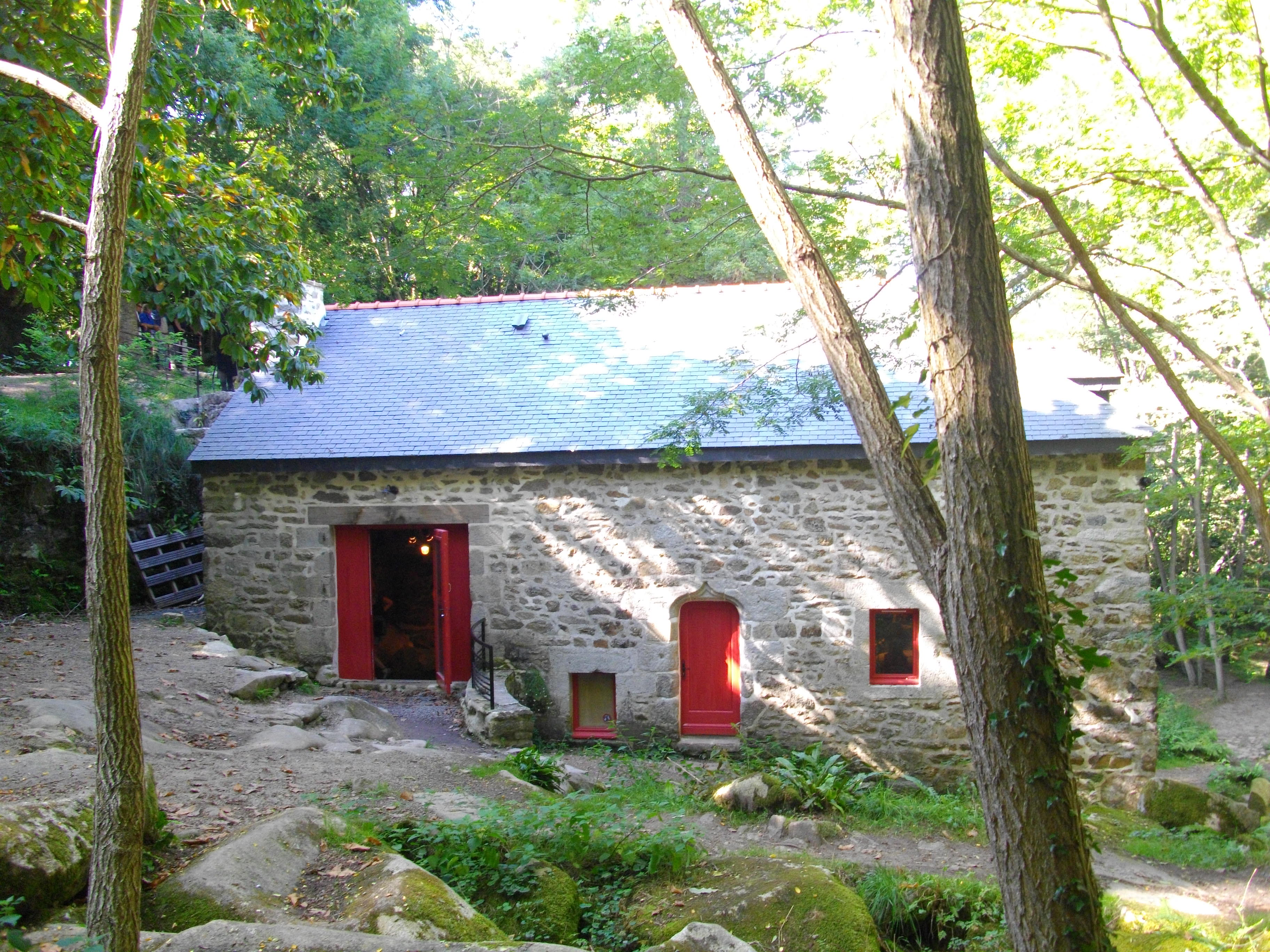
Vue arrière
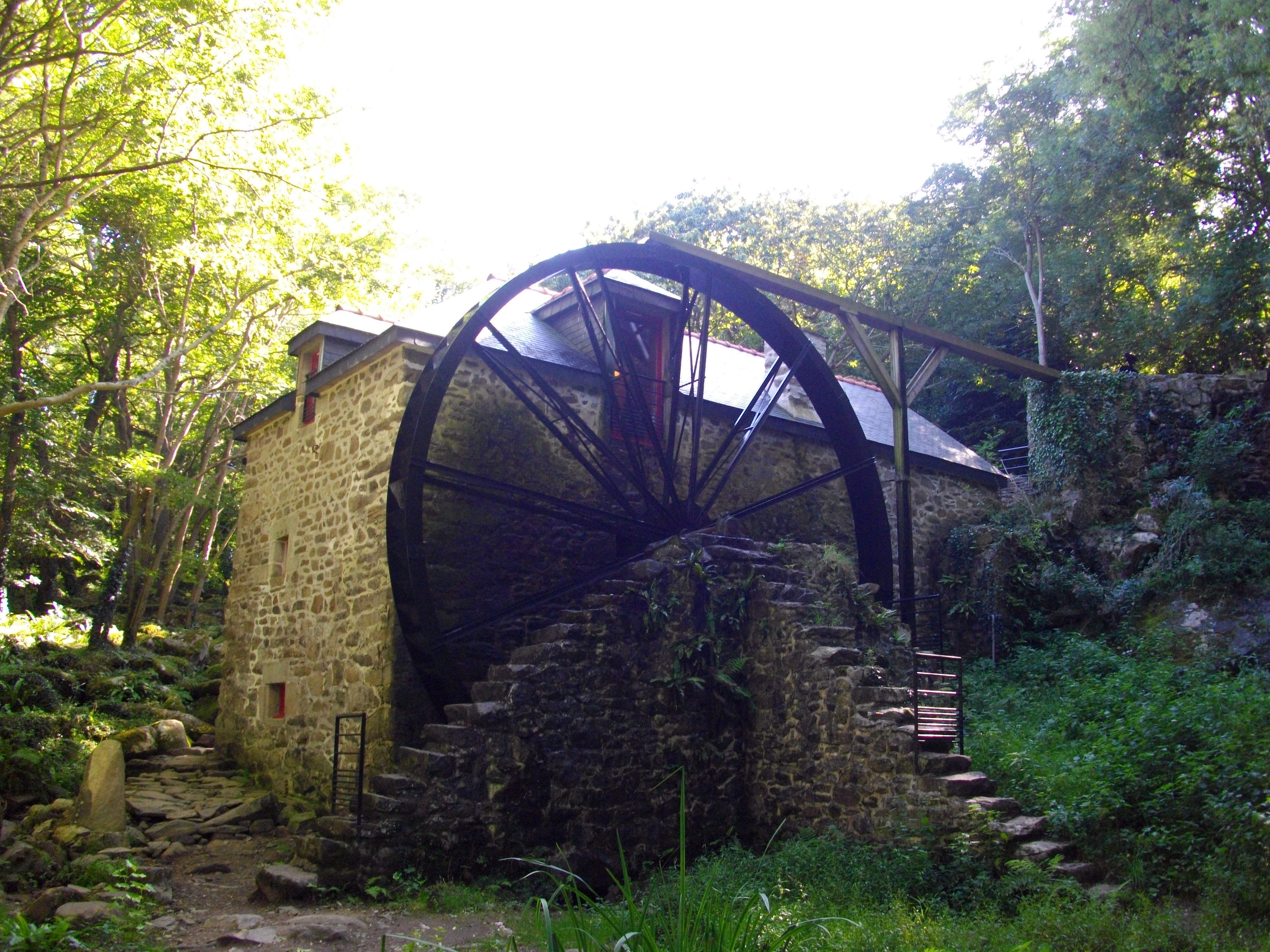
Roue à augets
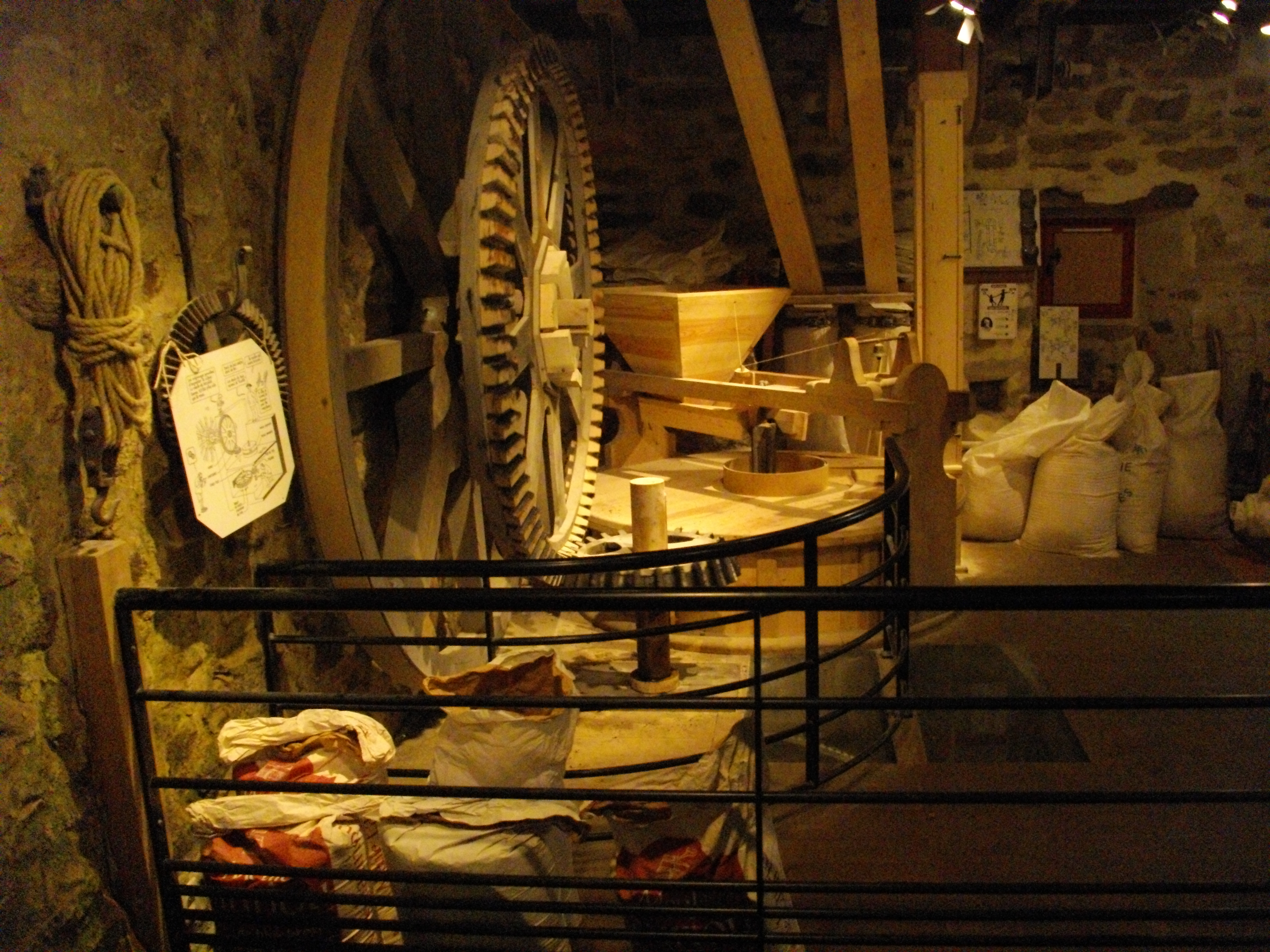
Mécanisme intérieur
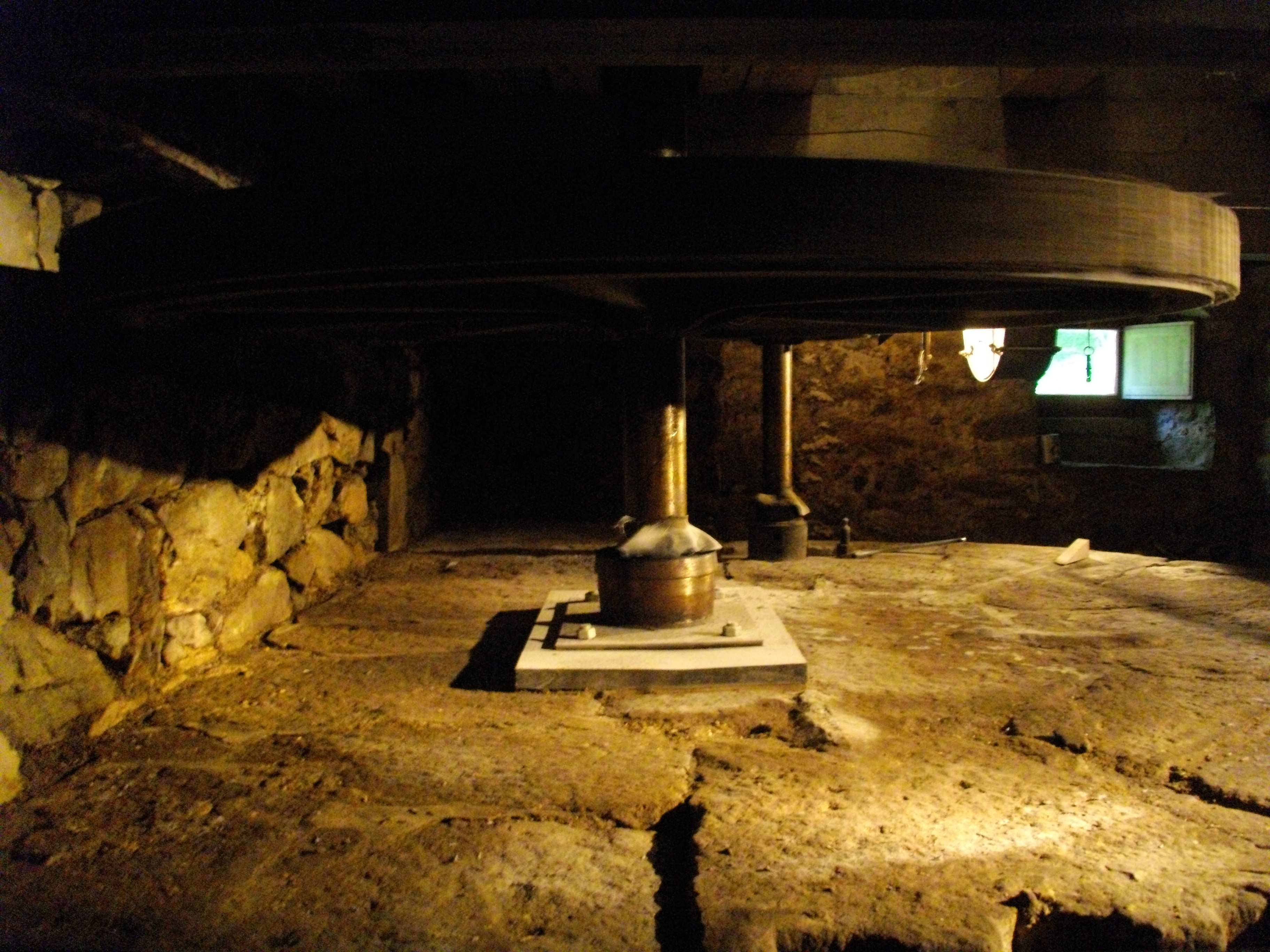
Les meules du dessous
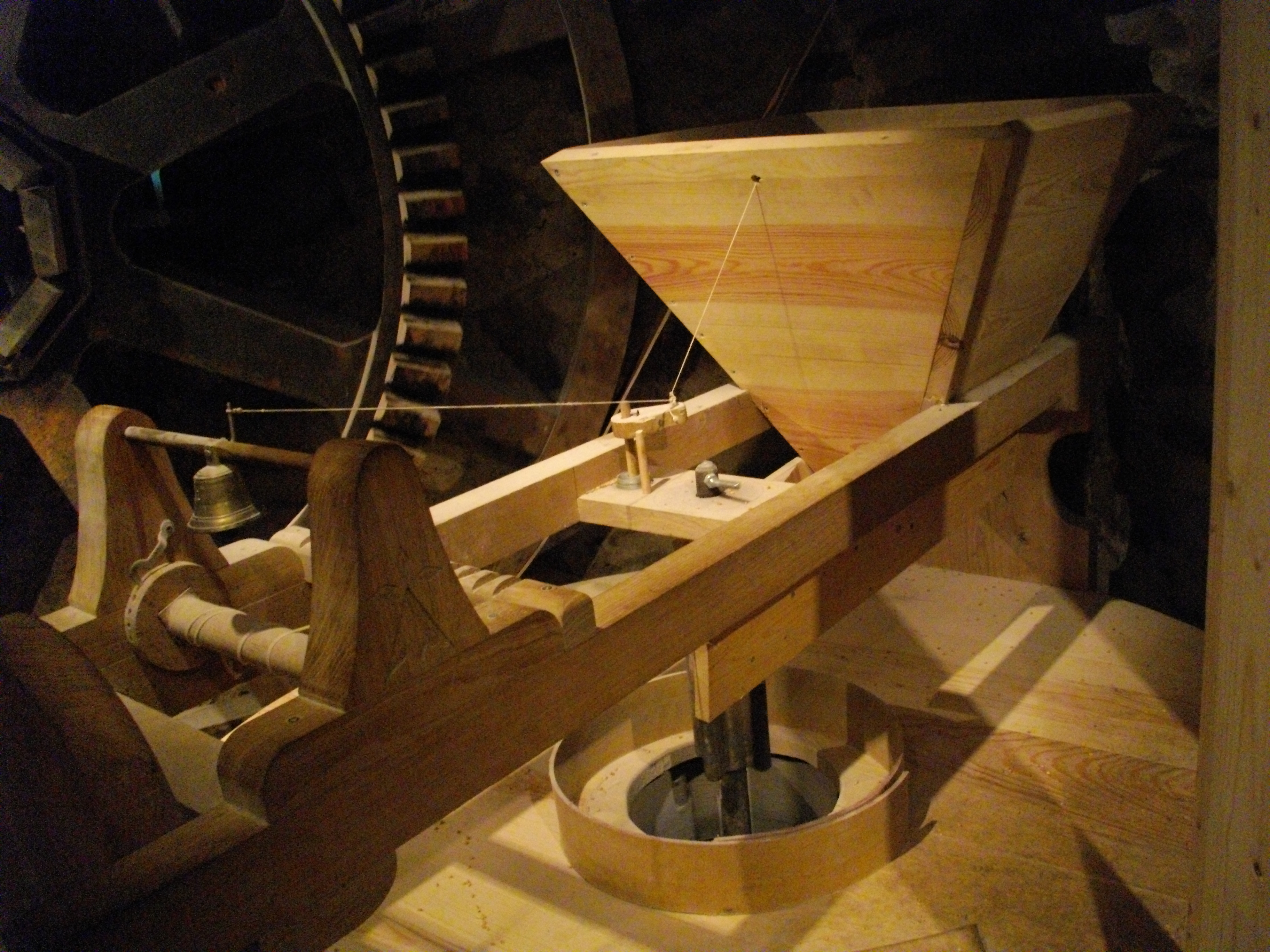
Le versoir à grain
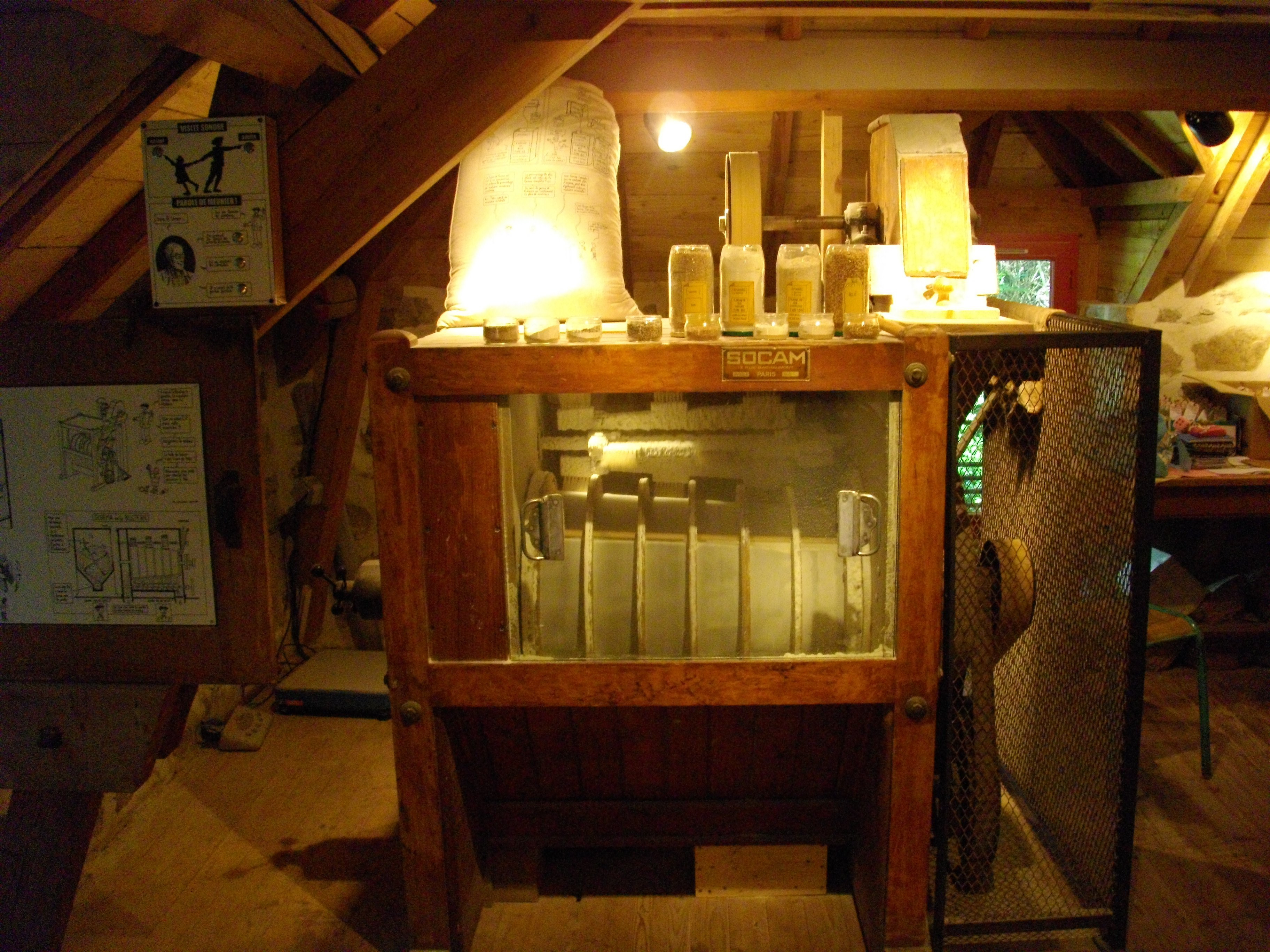
Le tamis à farine